# Comuni degli Hauts-de-Seine
Il dipartimento francese degli Hauts-de-Seine è diviso in 36 comuni.

## Per arrondissement
Gli Hauts-de-Seine sono composti da tre arrondissement:
| Arrondissement d'Antony | Arrondissement di Boulogne-Billancourt | Arrondissement di Nanterre |
| --- | --- | --- |
| 1. Antony 2. Châtenay-Malabry 3. Sceaux 4. Bourg-la-Reine 5. Bagneux 6. Fontenay-aux-Roses 7. Le Plessis-Robinson 8. Clamart 9. Châtillon 10. Montrouge 11. Malakoff 12. Vanves | 1. Issy-les-Moulineaux 2. Boulogne-Billancourt 3. Meudon 4. Sèvres 5. Chaville 6. Ville-d'Avray 7. Saint-Cloud 8. Marnes-la-Coquette 9. Vaucresson | 1. Garches 2. Rueil-Malmaison 3. Suresnes 4. Puteaux 5. Nanterre 6. Colombes 7. La Garenne-Colombes 8. Bois-Colombes 9. Courbevoie 10. Neuilly-sur-Seine 11. Levallois-Perret 12. Clichy 13. Asnières-sur-Seine 14. Gennevilliers 15. Villeneuve-la-Garenne |

## Per codice INSEE
| Nome                  | Codice INSEE | Codice postale | Intercomunalità |
| --------------------- | ------------ | -------------- | --------------- |
| Antony                | 92002        | 92160          | CAA             |
| Asnières-sur-Seine    | 92004        | 92600          |                 |
| Bagneux               | 92007        | 92220          |                 |
| Bois-Colombes         | 92009        | 92270          |                 |
| Boulogne-Billancourt  | 92012        | 92100          | CAB             |
| Bourg-la-Reine        | 92014        | 92340          | CAA             |
| Châtenay-Malabry      | 92019        | 92290          | CAA             |
| Châtillon             | 92020        | 92320          |                 |
| Chaville              | 92022        | 92370          | CAI             |
| Clamart               | 92023        | 92140          |                 |
| Clichy                | 92024        | 92110          |                 |
| Colombes              | 92025        | 92700          |                 |
| Courbevoie            | 92026        | 92400          |                 |
| Fontenay-aux-Roses    | 92032        | 92260          |                 |
| Garches               | 92033        | 92380          |                 |
| La Garenne-Colombes   | 92035        | 92250          |                 |
| Gennevilliers         | 92036        | 92230          |                 |
| Issy-les-Moulineaux   | 92040        | 92130          | CAI             |
| Levallois-Perret      | 92044        | 92300          |                 |
| Malakoff              | 92046        | 92240          |                 |
| Marnes-la-Coquette    | 92047        | 92430          |                 |
| Meudon                | 92048        | 92190          | CAI             |
| Montrouge             | 92049        | 92120          |                 |
| Nanterre              | 92050        | 92000          |                 |
| Neuilly-sur-Seine     | 92051        | 92200          |                 |
| Le Plessis-Robinson   | 92060        | 92350          | CAA             |
| Puteaux               | 92062        | 92800          |                 |
| Rueil-Malmaison       | 92063        | 92500          |                 |
| Saint-Cloud           | 92064        | 92210          |                 |
| Sceaux                | 92071        | 92330          | CAA             |
| Sèvres                | 92072        | 92310          | CAB             |
| Suresnes              | 92073        | 92150          |                 |
| Vanves                | 92075        | 92170          | CAI             |
| Vaucresson            | 92076        | 92420          |                 |
| Ville-d'Avray         | 92077        | 92410          | CAI             |
| Villeneuve-la-Garenne | 92078        | 92390          |                 |

## Per superficie
I comuni per superficie decrescente (gli Hauts-de-Seine misurano 175,61 km² in totale). La taglia media dei comuni è di 4,88 km², mentre la mediana è di 3,64 km².
|    | Nome                  | Superficie (km²) |
| -- | --------------------- | ---------------- |
| 1  | Rueil-Malmaison       | 14,7             |
| 2  | Nanterre              | 12,19            |
| 3  | Gennevilliers         | 11,64            |
| 4  | Meudon                | 9,90             |
| 5  | Antony                | 9,56             |
| 6  | Clamart               | 8,77             |
| 7  | Colombes              | 7,81             |
| 8  | Saint-Cloud           | 7,56             |
| 9  | Châtenay-Malabry      | 6,38             |
| 10 | Boulogne-Billancourt  | 6,17             |
| 11 | Asnières-sur-Seine    | 4,82             |
| 12 | Issy-les-Moulineaux   | 4,25             |
| 13 | Bagneux               | 4,19             |
| 14 | Courbevoie            | 4,17             |
| 15 | Sèvres                | 3,91             |
| 16 | Suresnes              | 3,79             |
| 17 | Neuilly-sur-Seine     | 3,73             |
| 18 | Ville-d'Avray         | 3,67             |
| 19 | Sceaux                | 3,60             |
| 20 | Chaville              | 3,55             |
| 21 | Marnes-la-Coquette    | 3,48             |
| 22 | Le Plessis-Robinson   | 3,43             |
| 23 | Villeneuve-la-Garenne | 3,20             |
| 24 | Puteaux               | 3,19             |
| 25 | Clichy                | 3,08             |
| 26 | Vaucresson            | 3,08             |
| 27 | Châtillon             | 2,92             |
| 28 | Garches               | 2,69             |
| 29 | Fontenay-aux-Roses    | 2,51             |
| 30 | Levallois-Perret      | 2,41             |
| 31 | Montrouge             | 2,07             |
| 32 | Malakoff              | 2,07             |
| 33 | Bois-Colombes         | 1,92             |
| 34 | Bourg-la-Reine        | 1,86             |
| 35 | La Garenne-Colombes   | 1,78             |
| 36 | Vanves                | 1,56             |

Fonte: IGN.

## Per popolazione
I comuni per popolazione decrescente (gli Hauts-de-Seine contano 1.428.881 abitanti al 1999, per una densità di popolazione media di 8.163,7 hab./km²). La popolazione media dei comuni è di 39.691 abitanti, mentre la mediana è di 33.937.
Inoltre Boulogne-Billancourt è il solo comune dell'Île-de-France (eccetto Parigi) con più di 100.000 abitanti.
|    | Nome                  | Popolazione (1999) | Superficie (km²) | Densità (ab./km²) |
| -- | --------------------- | ------------------ | ---------------- | ----------------- |
| 1  | Boulogne-Billancourt  | 106 367            | 6,17             | 17239,4           |
| 2  | Nanterre              | 84 281             | 12,19            | 6913,9            |
| 3  | Colombes              | 76 757             | 7,81             | 9828,0            |
| 4  | Asnières-sur-Seine    | 75 837             | 4,82             | 15733,8           |
| 5  | Rueil-Malmaison       | 73 469             | 14,70            | 4997,9            |
| 6  | Courbevoie            | 69 694             | 4,17             | 16713,2           |
| 7  | Antony                | 59 855             | 9,56             | 6261,0            |
| 8  | Neuilly-sur-Seine     | 59 848             | 3,73             | 16045,0           |
| 9  | Levallois-Perret      | 54 700             | 2,41             | 22697,1           |
| 10 | Issy-les-Moulineaux   | 52 647             | 4,25             | 12387,5           |
| 11 | Clichy                | 50 179             | 3,08             | 16291,9           |
| 12 | Clamart               | 48 572             | 8,77             | 5538,4            |
| 13 | Meudon                | 43 663             | 9,90             | 4410,4            |
| 14 | Gennevilliers         | 42 513             | 11,64            | 3652,3            |
| 15 | Puteaux               | 40 780             | 3,19             | 12783,7           |
| 16 | Suresnes              | 39 706             | 3,79             | 10476,5           |
| 17 | Montrouge             | 37 733             | 2,07             | 18228,5           |
| 18 | Bagneux               | 37 252             | 4,19             | 8890,7            |
| 19 | Châtenay-Malabry      | 30 621             | 6,38             | 4799,5            |
| 20 | Malakoff              | 29 402             | 2,07             | 14203,9           |
| 21 | Châtillon             | 28 622             | 2,92             | 9802,1            |
| 22 | Saint-Cloud           | 28 157             | 7,56             | 3724,5            |
| 23 | Vanves                | 25 414             | 1,56             | 16291,0           |
| 24 | La Garenne-Colombes   | 24 067             | 1,78             | 13520,8           |
| 25 | Bois-Colombes         | 23 885             | 1,92             | 12440,1           |
| 26 | Fontenay-aux-Roses    | 23 537             | 2,51             | 9377,3            |
| 27 | Sèvres                | 22 534             | 3,91             | 5763,2            |
| 28 | Villeneuve-la-Garenne | 22 349             | 3,20             | 6984,1            |
| 29 | Le Plessis-Robinson   | 21 618             | 3,43             | 6302,6            |
| 30 | Sceaux                | 19 494             | 3,60             | 5415,0            |
| 31 | Bourg-la-Reine        | 18 251             | 1,86             | 9812,4            |
| 32 | Garches               | 18 036             | 2,69             | 6704,8            |
| 33 | Chaville              | 17 966             | 3,55             | 5060,8            |
| 34 | Ville-d'Avray         | 11 415             | 3,67             | 3110,4            |
| 35 | Vaucresson            | 8 141              | 3,08             | 2643,2            |
| 36 | Marnes-la-Coquette    | 1 519              | 3,48             | 436,5             |

Fonte: INSEE per le popolazioni, IGN per le superfici.

## Urbanismo
Secondo la classificazione INSEE, tutti i comuni degli Hauts-de-Seine erano inclusi nel 1999 nell'area urbana di Parigi e tutti erano dei poli urbani.

## Intercomunalità
Il dipartimento conta al 2004 almeno tre strutture intercomunali:
- CAA: Communauté d'agglomération des Hauts de Bièvre, creata nel 2003; in parte situata nel dipartimento dell'Essonne.
- CAI: Communauté d'agglomération Arc de Seine, creata nel 2003.
- CAB: Communauté d'agglomération du Val de Seine, creata nel 2004.